# Nati il 10 giugno
| Questa pagina contiene informazioni ricavate automaticamente dalle voci biografiche con l'ausilio del template Bio e di un bot. L'aggiornamento è periodico e automatico e ricostruisce completamente la pagina. Se manca una persona in questa lista, sei pregato di non aggiungerla, ma accertati piuttosto che la sua voce biografica contenga il template Bio e che i dati anagrafici siano correttamente compilati. Se il template Bio manca, inseriscilo tu stesso o, in alternativa, metti l'avviso {{tmp\|Bio}} che ne segnala la mancanza. Se i dati riportati sono sbagliati, correggi direttamente la voce biografica; le modifiche saranno visibili in questa lista entro pochi giorni. Per chiarimenti vedi il progetto biografie. La lista contiene solo le 1.147 persone che sono citate nell'enciclopedia e per le quali è stato implementato correttamente il template Bio. Pagina aggiornata al 17 ago 2025. |

## IX secolo(1)
- 867 - Uda, imperatore giapponese († 931)

## X secolo(1)
- 940 - Abu l-Wafa Muhammad al-Buzjani, matematico e astronomo persiano

## XV secolo(5)
- 1453 - Francesco Soderini, cardinale e vescovo cattolico italiano († 1524)
- 1456 - Elisabetta Maria Sforza, marchesa († 1472)
- 1465 - Mercurino Arborio di Gattinara, politico, umanista e cardinale italiano († 1530)
- 1493 - Anton Fugger, banchiere e mercante tedesco († 1560)
- 1500 - Cornelis Musius, presbitero e poeta olandese († 1572)

## XVI secolo(6)
- 1513 - Luigi III di Montpensier, nobile francese († 1582)
- 1557 - Leandro Bassano, pittore italiano († 1622)
- 1561 - Giovanni Battista della Concezione, religioso spagnolo († 1613)
- 1571 - Cesare Trombetta, presbitero italiano († 1623)
- 1585 - Federico Casimiro del Palatinato-Zweibrücken-Landsberg, duca († 1645)
- 1594 - Agatino Paternò Castello, nobile e politico italiano († 1675)

## XVII secolo(16)
- 1604 - John Manners, VIII conte di Rutland, politico inglese († 1679)
- 1616 - Paolo Naldini, scultore italiano († 1691)
- 1625 - János Apáczai Csere, matematico ungherese († 1659)
- 1630 - Willem van Bemmel, pittore, incisore e disegnatore olandese († 1708)
- 1632 - Esprit Fléchier, vescovo cattolico francese († 1710)
- 1635 - Federico Caccia, cardinale e arcivescovo cattolico italiano († 1699)
- 1657 - Thierry Ruinart, storico francese († 1709)
- 1671 - Lorenzo Altieri, cardinale italiano († 1741)
- 1673 - René Duguay-Trouin, nobile, ammiraglio e corsaro francese († 1736)
- 1677 - Jean Raoux, pittore e disegnatore francese († 1734)
- 1684 - Johann Hermann von Elswich, teologo tedesco († 1721)
- 1685 - Harry Grey, III conte di Stamford, nobile britannico († 1739)
- 1688 - Giacomo Francesco Edoardo Stuart, nobile inglese († 1766)
- 1692 - Filippo Gentile, vescovo cattolico italiano († 1771)
- 1694 - Ottavio Antonio Bayardi, religioso, scrittore e vescovo cattolico italiano († 1764)
- 1700 - Ewald Jürgen Georg von Kleist, scienziato tedesco († 1748)

## XVIII secolo(35)
- 1705 - Carlo Federico Alberto di Brandeburgo-Schwedt, principe e militare tedesco († 1762)
- 1705 - Tommaso Scipioni, giurista italiano († 1755)
- 1705 - Sforza Giuseppe Sforza Cesarini, militare e ambasciatore italiano († 1744)
- 1706 - John Dollond, astronomo inglese († 1761)
- 1710 - James Short, matematico e ottico scozzese († 1768)
- 1713 - Carolina Elisabetta di Hannover, principessa britannica († 1757)
- 1719 - Michael Gottlieb Agnethler, botanico e numismatico tedesco († 1752)
- 1722 - Sebastián de Albero, clavicembalista e organista spagnolo († 1756)
- 1727 - Ernesto Federico III di Sassonia-Hildburghausen, duca tedesco († 1780)
- 1738 - Hubert Maurer, pittore austriaco († 1818)
- 1743 - Willem Jacob Herreyns, pittore fiammingo († 1827)
- 1743 - Francesco Soave, filosofo, traduttore e docente svizzero († 1806)
- 1744 - Guglielmo Batt, nobile inglese († 1812)
- 1746 - Antoine Quentin Fouquier-Tinville, magistrato e rivoluzionario francese († 1795)
- 1750 - Guillaume Antoine Nourry-Grammont, attore teatrale e militare francese († 1794)
- 1753 - William Eustis, politico e statistico statunitense († 1825)
- 1754 - Johann von Hiller, generale austriaco († 1819)
- 1755 - Antonio Lorenzoni, avvocato, giurista e teorico della musica italiano († 1840)
- 1757 - Johann Friedrich Ferdinand Fleck, attore teatrale tedesco († 1801)
- 1757 - Giacomo Modena, attore teatrale italiano († 1841)
- 1759 - Francesco Maria Carnea Steffaneo, politico, letterato e educatore austriaco († 1825)
- 1759 - Domingo de Petrés, architetto spagnolo († 1811)
- 1760 - Ferdinando Bonsignore, architetto e disegnatore italiano († 1843)
- 1762 - Georg Friedrich Benecke, filologo tedesco († 1844)
- 1762 - Maria Teresa Cayetana de Silva, nobildonna spagnola († 1802)
- 1774 - Carl Haller von Hallerstein, architetto, archeologo e storico dell'arte tedesco († 1817)
- 1775 - James Barbour, politico statunitense († 1842)
- 1781 - Giovanni Battista Polledro, violinista e compositore italiano († 1853)
- 1785 - Jean-Toussaint Merle, drammaturgo, librettista e giornalista francese († 1852)
- 1789 - Adèle de Batz de Trenquelléon, religiosa francese († 1828)
- 1790 - Louis Joseph Daussoigne-Méhul, compositore francese († 1875)
- 1791 - Václav Hanka, filologo ceco († 1861)
- 1798 - Cosimo Corsi, cardinale e arcivescovo cattolico italiano († 1870)
- 1798 - Ignazio La Russa, avvocato, magistrato e politico italiano († 1873)
- 1799 - Niccolò Puccini, filantropo e mecenate italiano († 1852)

## XIX secolo(150)
- 1802 - Luigi Marchesani, medico e storico italiano († 1870)
- 1803 - Henry Darcy, ingegnere francese († 1858)
- 1804 - Hermann Schlegel, ornitologo e erpetologo tedesco († 1884)
- 1805 - Victor Baltard, architetto francese († 1874)
- 1805 - Antonio Maffei, storico e storico dell'arte italiano († 1891)
- 1808 - Pietro Cazzola, imprenditore italiano († 1872)
- 1808 - Frederik Kaiser, astronomo olandese († 1872)
- 1812 - Mihrimah Sultan, principessa ottomana († 1838)
- 1812 - Gustav Friedrich Oehler, teologo tedesco († 1872)
- 1814 - Ludwig Redtenbacher, entomologo austriaco († 1876)
- 1815 - Paolo Ballada di Saint Robert, militare, alpinista e entomologo italiano († 1888)
- 1815 - James Warren Nye, politico statunitense († 1876)
- 1818 - Stanislao Eula, vescovo cattolico italiano († 1886)
- 1818 - Clara Novello, soprano inglese († 1908)
- 1819 - Gustave Courbet, pittore francese († 1877)
- 1821 - Alexander von Frantzius, medico e naturalista tedesco († 1877)
- 1822 - Cathrinus Bang, storico norvegese († 1898)
- 1822 - John Jacob Astor III, imprenditore e filantropo statunitense († 1890)
- 1823 - James Archer, pittore britannico († 1904)
- 1823 - Antonio Piterà, vescovo cattolico e teologo italiano († 1913)
- 1825 - Ildegarda di Baviera, principessa tedesca († 1864)
- 1825 - Sondre Norheim, sciatore alpino norvegese († 1897)
- 1827 - Aleksandr Ivanovič Musin-Puškin, generale russo († 1903)
- 1832 - Nikolaus August Otto, ingegnere tedesco († 1891)
- 1832 - Francesco Roncati, medico italiano († 1906)
- 1833 - Pauline Cushman, attrice teatrale e agente segreto statunitense († 1893)
- 1835 - Ferdinando IV di Toscana, nobile († 1908)
- 1835 - Rebecca Latimer Felton, politica statunitense († 1930)
- 1836 - Yamaoka Tesshū, militare giapponese († 1888)
- 1839 - Ludvig Holstein-Ledreborg, politico danese († 1912)
- 1840 - Alois Kirnig, pittore ceco († 1911)
- 1840 - Augusto Pierantoni, giurista e politico italiano († 1911)
- 1841 - Minot Judson Savage, pastore protestante e saggista statunitense († 1918)
- 1842 - Jean-Jules-Antoine Lecomte du Nouÿ, pittore e scultore francese († 1923)
- 1842 - Francesco Spirito, avvocato, patriota e politico italiano († 1914)
- 1843 - Heinrich von Herzogenberg, compositore austriaco († 1900)
- 1843 - Rinaldo Tornielli di Borgo Lavezzaro, imprenditore e politico italiano († 1910)
- 1844 - Carl Hagenbeck, mercante tedesco († 1913)
- 1845 - Jean-Joseph Benjamin-Constant, pittore e incisore francese († 1902)
- 1845 - Federico Fliedner, teologo tedesco († 1901)
- 1846 - Manuel Críspulo González, imprenditore spagnolo († 1933)
- 1847 - John George Beresford, giocatore di polo irlandese († 1925)
- 1847 - Luigi Lucchini, politico e giurista italiano († 1929)
- 1848 - Ildebrando de Hemptinne, abate belga († 1913)
- 1848 - Ferdinand Tiemann, chimico tedesco († 1899)
- 1848 - Pavel Petrovič Ukhtomskij, ammiraglio russo († 1910)
- 1849 - David Lubin, mercante e filantropo polacco († 1919)
- 1851 - Peter Adler Alberti, politico danese († 1932)
- 1853 - Alexander Watson Hutton, dirigente sportivo e insegnante scozzese († 1936)
- 1854 - François de Curel, drammaturgo e scrittore francese († 1928)
- 1854 - Julius von Kennel, zoologo e entomologo tedesco († 1939)
- 1855 - Marie Armand Patrice de Mac-Mahon, nobile e generale francese († 1927)
- 1856 - Alexandre Charpentier, scultore, ebanista e pittore francese († 1909)
- 1857 - Mrs. Leslie Carter, attrice statunitense († 1937)
- 1857 - Adriano Diena, politico italiano († 1943)
- 1857 - Edward Henry Potthast, pittore statunitense († 1927)
- 1858 - Jean-Vincent Scheil, religioso e assiriologo francese († 1940)
- 1859 - Emanuel Nobel, imprenditore svedese († 1932)
- 1859 - Jacques Perk, poeta olandese († 1881)
- 1859 - Paolo Thaon di Revel, ammiraglio, politico e nobile italiano († 1948)
- 1860 - Hariclea Darclée, soprano rumeno († 1939)
- 1860 - Salvatore Lo Bianco, naturalista e zoologo italiano († 1910)
- 1861 - Pierre Duhem, filosofo, storico della scienza e fisico francese († 1916)
- 1862 - John de Robeck, ammiraglio britannico († 1928)
- 1863 - Jean Ajalbert, scrittore, poeta e critico d'arte francese († 1947)
- 1863 - Louis Couperus, scrittore e poeta olandese († 1923)
- 1863 - Madeleine Zillhardt, scrittrice e pittrice francese († 1950)
- 1865 - Giuseppe Aldobrandini, II principe di Meldola, militare e nobile italiano († 1939)
- 1865 - Gustav Borgen, fotografo norvegese († 1926)
- 1865 - Frederick Cook, esploratore e medico statunitense († 1940)
- 1866 - Juan De Marchi, anarchico italiano († 1943)
- 1866 - Walter P. Lewis, attore statunitense († 1932)
- 1866 - John Montagu Douglas Scott, II barone Montagu di Beaulieu, politico inglese († 1929)
- 1867 - Ludwig Schmitz-Kallenberg, storico, archivista e diplomatista tedesco († 1937)
- 1868 - Aleksandr Sergeevič Lukomskij, generale russo († 1939)
- 1869 - Arthur Shearly Cripps, religioso e missionario britannico († 1952)
- 1869 - Bergliot Ibsen, mezzosoprano norvegese († 1953)
- 1869 - Paul Schultze-Naumburg, architetto tedesco († 1949)
- 1870 - Constantin Angelescu, politico rumeno († 1948)
- 1872 - Jacob Hilsdorf, fotografo tedesco († 1916)
- 1872 - Harald Natvig, tiratore a segno norvegese († 1947)
- 1873 - Francis Hirst, economista e sociologo britannico († 1953)
- 1873 - Vera Lewis, attrice statunitense († 1956)
- 1874 - Ernst Haiger, architetto tedesco († 1952)
- 1875 - Renée Carl, attrice e regista francese († 1954)
- 1876 - Guglielmo Ernesto di Sassonia-Weimar-Eisenach, nobile tedesco († 1923)
- 1877 - Oscar Creighton, avventuriero statunitense († 1911)
- 1878 - Eugène Bloch, fisico e docente francese († 1944)
- 1878 - Felice Cinotti, veterinario e fotografo italiano († 1978)
- 1878 - Arthur Trester, dirigente sportivo statunitense († 1944)
- 1879 - Antonio Cicu, giurista italiano († 1962)
- 1879 - Rafael Erich, politico finlandese († 1946)
- 1879 - Robert Studer, calciatore svizzero († 1924)
- 1879 - Dezső Szabó, scrittore ungherese († 1945)
- 1880 - André Derain, pittore e illustratore francese († 1954)
- 1880 - Margit Kaffka, scrittrice ungherese († 1918)
- 1880 - Jesús Méndez Montoya, presbitero messicano († 1928)
- 1880 - Waldemar Petersen, ingegnere elettrotecnico tedesco († 1946)
- 1881 - Giovanni Raicevich, lottatore e attore italiano († 1957)
- 1881 - Eetje Sol, calciatore olandese († 1965)
- 1882 - Nevile Henderson, diplomatico e ambasciatore britannico († 1942)
- 1884 - A. Roland Fields, scenografo statunitense
- 1884 - Adalbert Friedrich, calciatore tedesco († 1962)
- 1884 - Walter George Raymond Hinchliffe, militare e aviatore britannico († 1928)
- 1884 - Danny Kaden, regista, attore e sceneggiatore polacco († 1942)
- 1884 - Fernand Massip, calciatore francese († 1958)
- 1885 - James Usilton, allenatore di pallacanestro statunitense († 1939)
- 1886 - Emilio Becuzzi, generale italiano († 1949)
- 1886 - Sessue Hayakawa, attore, produttore cinematografico e regista giapponese († 1973)
- 1887 - Aage di Rosenborg, principe danese († 1940)
- 1887 - Harry Flood Byrd, politico statunitense († 1966)
- 1887 - Burckhardt Helferich, chimico tedesco († 1982)
- 1887 - Vladimir Ivanovič Smirnov, matematico e statistico russo († 1974)
- 1887 - Bruto Tessari, calciatore e arbitro di calcio italiano († 1956)
- 1888 - Giosuè Borsi, scrittore e poeta italiano († 1915)
- 1888 - Heinrich Müller, calciatore e allenatore di calcio svizzero († 1957)
- 1890 - Nino Piccaluga, tenore italiano († 1973)
- 1890 - William A. Seiter, regista e stuntman statunitense († 1964)
- 1890 - Theophil Spoerri, filologo svizzero († 1974)
- 1891 - Battling Levinsky, pugile statunitense († 1949)
- 1892 - Henry Macintosh, velocista britannico († 1918)
- 1893 - Franz André, direttore d'orchestra e violinista belga († 1975)
- 1893 - Martin Boyd, scrittore australiano († 1972)
- 1893 - Alessandro Grassi Ormisda, antifascista italiano († 1977)
- 1893 - Fausto Lavizzari, militare e geografo italiano († 1943)
- 1893 - Hattie McDaniel, attrice e cantante statunitense († 1952)
- 1893 - Rudolf Querner, generale tedesco († 1945)
- 1894 - Sinclair Hill, regista e sceneggiatore inglese († 1945)
- 1894 - Igor' Konstantinovič Romanov, nobile russo († 1918)
- 1895 - Battista Cardinale, lottatore italiano († 1978)
- 1895 - Giuseppe Montalbano, politico e giurista italiano († 1989)
- 1895 - Emanuele Stablum, medico e religioso italiano († 1950)
- 1895 - Immanuil Velikovskij, psicologo, sociologo e scrittore sovietico († 1979)
- 1896 - Mario Casotti, filosofo e pedagogista italiano († 1975)
- 1896 - Walter Göttsch, militare e aviatore tedesco († 1918)
- 1896 - Torsten Hammarström, diplomatico svedese († 1965)
- 1896 - Louella Maxam, attrice statunitense († 1970)
- 1896 - József Viola, calciatore e allenatore di calcio ungherese († 1949)
- 1897 - Henry Hintermeister, pittore e illustratore statunitense († 1970)
- 1897 - Frederick Jagel, tenore statunitense († 1982)
- 1897 - Tat'jana Nikolaevna Romanova, nobile e santa russa († 1918)
- 1897 - Iginio Sciacchitano, biologo italiano († 1968)
- 1898 - Paul Otto Geibel, generale e poliziotto tedesco († 1966)
- 1898 - Umberto Sacco, militare italiano († 1918)
- 1898 - Maria Augusta di Anhalt, nobile tedesca († 1983)
- 1899 - Anita Berber, ballerina, attrice e scrittrice tedesca († 1928)
- 1899 - Stanislas Czaykowski, pilota automobilistico, militare e nobile polacco († 1933)
- 1899 - Alf Ross, filosofo danese († 1979)
- 1900 - Dorothy Farnum, sceneggiatrice statunitense († 1970)
- 1900 - Raymond-Joseph Loenertz, bizantinista, storico e religioso lussemburghese († 1976)

## XX secolo(894)
- 1901 - René Benedetti, violinista e docente francese († 1975)
- 1901 - Antonín Bečvář, astronomo ceco († 1965)
- 1901 - Frederick Loewe, compositore austriaco († 1988)
- 1901 - Gyula Tóth, calciatore ungherese († 1936)
- 1902 - Roberto Bazlen, critico letterario, traduttore e curatore editoriale italiano († 1965)
- 1902 - Indrasakdi Sachi, sovrana siamese († 1975)
- 1903 - Clyde Beatty, circense e attore statunitense († 1965)
- 1903 - Lazzaro Liberatori, militare italiano († 1939)
- 1903 - Theo Lingen, attore, regista e sceneggiatore tedesco († 1978)
- 1903 - Giovanni Battista Lucchini, aviatore e militare italiano († 1940)
- 1903 - Gino Pensotti, calciatore italiano
- 1903 - Óscar Rodríguez López, calciatore spagnolo († 1976)
- 1903 - Robert Adolf Stemmle, regista, sceneggiatore e attore tedesco († 1974)
- 1904 - Adriano Foscari, ammiraglio e marinaio italiano († 1980)
- 1904 - Lin Huiyin, architetta, storica dell'architettura e scrittrice cinese († 1955)
- 1904 - Edgardo Mannucci, scultore italiano († 1986)
- 1904 - Vincenzo Milillo, politico italiano († 1966)
- 1905 - Carolyn Keene, scrittrice statunitense († 2002)
- 1906 - Tekla Juniewicz, supercentenaria polacca († 2022)
- 1906 - Arsenij Grigor'evič Golovko, ammiraglio sovietico († 1962)
- 1906 - Gemma D'Amico Flugi, pittrice italiana († 1980)
- 1907 - Antonio Delfini, scrittore, poeta e giornalista italiano († 1963)
- 1907 - Aleksandras Lileikis, militare lituano († 2000)
- 1907 - Fabio Metelli, psicologo e insegnante italiano († 1987)
- 1907 - Ezio Morselli, calciatore italiano († 1984)
- 1907 - Hanna Nagel, artista tedesca († 1975)
- 1907 - André Syrvet, calciatore svizzero († 1983)
- 1908 - Robert Eddison, attore britannico († 1991)
- 1908 - Brooks Otis, critico letterario e latinista statunitense († 1977)
- 1908 - Enrique Segarra, architetto spagnolo († 1988)
- 1909 - Gregorio Blasco, calciatore spagnolo († 1983)
- 1909 - Ivan Gošnjak, generale e politico jugoslavo († 1980)
- 1909 - Gaetano Parente, V principe di Castel Viscardo, nobile italiano († 1976)
- 1909 - Hideo Sakai, calciatore giapponese († 1996)
- 1909 - Paolo Santarcangeli, poeta, scrittore e saggista italiano († 1995)
- 1910 - Albert Beckaert, ciclista su strada belga († 1980)
- 1910 - Walter Blattmann, ciclista su strada e ciclocrossista svizzero († 1965)
- 1910 - Robert Cummings, attore statunitense († 1990)
- 1910 - Julie Haydon, attrice statunitense († 1994)
- 1910 - Howlin' Wolf, cantante, chitarrista e armonicista statunitense († 1976)
- 1910 - Giustino Pastorino, vescovo cattolico e missionario italiano († 2005)
- 1910 - Armen Leonovič Tachtadžjan, botanico sovietico († 2009)
- 1910 - Ramón Zabalo, calciatore spagnolo († 1967)
- 1911 - Alberto Agostini, militare e aviatore italiano († 1936)
- 1911 - Elisa Cegani, attrice italiana († 1996)
- 1911 - Émile Gilioli, scultore francese († 1977)
- 1911 - Ralph Kirkpatrick, musicologo e clavicembalista statunitense († 1984)
- 1911 - Terence Rattigan, commediografo e sceneggiatore britannico († 1977)
- 1912 - Angelo Albonico, rugbista a 15 italiano († 1943)
- 1912 - Antonino Alessi, militare italiano († 1938)
- 1912 - Nerina Bertolini, cestista italiana († 2005)
- 1912 - Achille Dari, calciatore italiano
- 1912 - Enrique Fernández, allenatore di calcio e calciatore uruguaiano († 1985)
- 1912 - Franz Jakubowski, filosofo polacco († 1970)
- 1912 - Sven Johansson, canoista svedese († 1953)
- 1912 - Abraham Kurland, lottatore danese († 1999)
- 1912 - Mary Lavin, scrittrice irlandese († 1996)
- 1912 - Jean Lesage, politico e avvocato canadese († 1980)
- 1912 - Viola Lyttelton, nobildonna inglese († 1987)
- 1912 - Lorenzo Suber, calciatore italiano († 1987)
- 1912 - Pietro Venuti, marinaio italiano († 1940)
- 1913 - Tichon Nikolaevič Chrennikov, compositore sovietico († 2007)
- 1914 - Antonio Cece, vescovo cattolico italiano († 1980)
- 1914 - Joseph DePietro, sollevatore statunitense († 1999)
- 1914 - Hans Klodt, calciatore tedesco († 1996)
- 1914 - Alberto Li Gobbi, generale italiano († 2011)
- 1914 - Ugo Purcaro, schermidore italiano († 1987)
- 1914 - Stefano Rivetti di Val Cervo, imprenditore italiano († 1988)
- 1914 - Rosita Serrano, cantante e attrice cilena († 1997)
- 1915 - Saul Bellow, scrittore canadese († 2005)
- 1915 - René Joffroy, archeologo francese († 1986)
- 1915 - Serge Lebovici, psichiatra e psicoanalista francese († 2000)
- 1916 - Sándor Csányi, cestista ungherese († 1992)
- 1916 - Enrico Niccolini, italianista italiano († 2011)
- 1917 - Ettore Donini, pittore, decoratore e restauratore italiano († 2010)
- 1917 - Greta Gonda, attrice austriaca († 1974)
- 1917 - Angelo Rovelli, ingegnere, imprenditore e bobbista italiano († 1990)
- 1917 - Antonello Trombadori, giornalista, critico d'arte e politico italiano († 1993)
- 1918 - Barry Morse, attore britannico († 2008)
- 1918 - Francesco Pernigo, calciatore italiano († 1985)
- 1918 - Patachou, cantante e attrice francese († 2015)
- 1918 - John Howland Rowe, archeologo e antropologo statunitense († 2004)
- 1918 - Vittorio Sardelli, calciatore italiano († 2000)
- 1919 - Emilio Barbero, calciatore italiano († 1996)
- 1919 - Mario Foscarini, politico italiano († 2004)
- 1919 - Martha Goldstein, pianista e clavicembalista statunitense († 2014)
- 1919 - Mario Silvestri, ingegnere italiano († 1994)
- 1920 - Renato Cevese, storico dell'arte, critico d'arte e storico dell'architettura italiano († 2009)
- 1920 - Guy Crescent, dirigente sportivo francese († 1996)
- 1920 - Walter Fillak, partigiano italiano († 1945)
- 1920 - José Gutiérrez Maesso, sceneggiatore, produttore cinematografico e regista spagnolo († 2016)
- 1920 - Abane Ramdane, rivoluzionario e politico algerino († 1957)
- 1921 - Sergio Arellano Stark, generale cileno († 2016)
- 1921 - Giannetto Fieschi, pittore e incisore italiano († 2010)
- 1921 - Filippo di Edimburgo, principe greco († 2021)
- 1921 - Luigi Grillo, arbitro di calcio italiano († 2007)
- 1921 - Oskar Gröning, militare tedesco († 2018)
- 1921 - Ralph Hamilton, cestista statunitense († 1983)
- 1921 - Anatolij Konev, cestista sovietico († 1965)
- 1921 - Arnaldo Marconi, politico italiano († 2008)
- 1921 - Mario Melis, politico italiano († 2003)
- 1921 - Jean Robic, ciclista su strada, ciclocrossista e pistard francese († 1980)
- 1921 - Garry Walberg, attore statunitense († 2012)
- 1922 - Judy Garland, attrice e cantante statunitense († 1969)
- 1922 - Angela e Luciana Giussani, fumettista, editrice e modella italiana († 1987)
- 1922 - Ann-Britt Leyman, velocista e lunghista svedese († 2013)
- 1922 - Rose Mofford, politica statunitense († 2016)
- 1922 - Elisa Pegreffi, violinista italiana († 2016)
- 1922 - Adolf Verschueren, ciclista su strada e pistard belga († 2004)
- 1922 - Haim Zafrani, storico marocchino († 2004)
- 1922 - Pietro Zerbi, storico e presbitero italiano († 2008)
- 1923 - Neptali Gonzales, politico filippino († 2001)
- 1923 - Bob Kap, allenatore di calcio, allenatore di football americano e dirigente sportivo jugoslavo († 2010)
- 1923 - Madeleine LeBeau, attrice francese († 2016)
- 1923 - Aase Nordmo Løvberg, soprano norvegese († 2013)
- 1923 - Robert Maxwell, editore, politico e imprenditore britannico († 1991)
- 1923 - Carlo Pavesi, schermidore italiano († 1995)
- 1923 - Antonio Romeo, politico e sindacalista italiano († 1999)
- 1923 - Howie Shannon, cestista e allenatore di pallacanestro statunitense († 1995)
- 1923 - Teodor Jur'evič Vul'fovič, regista sovietico († 2004)
- 1924 - Hans Bangerter, dirigente sportivo svizzero († 2022)
- 1924 - Bernard Borderie, regista francese († 1978)
- 1924 - Luca Cicolella, giornalista e scrittore italiano († 1986)
- 1924 - Emil Folta, calciatore cecoslovacco († 1992)
- 1924 - Elio Giangreco, ingegnere italiano († 2008)
- 1924 - Eugenio Porta, avvocato italiano († 2007)
- 1925 - Lennart Bergelin, tennista e allenatore di tennis svedese († 2008)
- 1925 - Mimmo Craig, attore e doppiatore italiano († 2016)
- 1925 - Hartono Dharsono, ambasciatore, politico e generale indonesiano († 1996)
- 1925 - Nat Hentoff, storico, romanziere e critico musicale statunitense († 2017)
- 1925 - Erik Kuld Jensen, calciatore danese († 2004)
- 1925 - Diana Maggi, attrice argentina († 2022)
- 1925 - James Salter, scrittore e sceneggiatore statunitense († 2015)
- 1926 - Bruno Bartoletti, direttore d'orchestra italiano († 2013)
- 1926 - Brita Borg, cantante e attrice svedese († 2010)
- 1926 - Kenton Campbell, cestista statunitense († 1999)
- 1926 - Italo Alighiero Chiusano, critico letterario, saggista e giornalista italiano († 1995)
- 1926 - June Haver, attrice statunitense († 2005)
- 1926 - Lionel Jeffries, attore, regista e sceneggiatore inglese († 2010)
- 1926 - Oreste Leonardi, carabiniere italiano († 1978)
- 1926 - Kevin McNamara, arcivescovo cattolico irlandese († 1987)
- 1926 - Ernesto Ragionieri, storico italiano († 1975)
- 1926 - Asrul Sani, scrittore, poeta e sceneggiatore indonesiano († 2004)
- 1927 - Giovanni Bacciarello, calciatore italiano († 2007)
- 1927 - Hugo Budinger, hockeista su prato tedesco († 2017)
- 1927 - Luigi Geatti, calciatore italiano († 2017)
- 1927 - László Kubala, calciatore e allenatore di calcio ungherese († 2002)
- 1927 - Paul Marco, attore statunitense († 2006)
- 1927 - Bill McGarry, calciatore e allenatore di calcio inglese († 2005)
- 1927 - José Luis Merino, regista e sceneggiatore spagnolo († 2019)
- 1927 - Johnny Orr, cestista e allenatore di pallacanestro statunitense († 2013)
- 1927 - Eugene Parker, astronomo statunitense († 2022)
- 1927 - Alfredo Pazzaglia, politico e avvocato italiano († 1997)
- 1927 - Claudio Terni, cantante italiano († 2011)
- 1928 - Wilbur Cush, calciatore nordirlandese († 1981)
- 1928 - Carl Dahlhaus, musicologo tedesco († 1989)
- 1928 - Ilkka Koski, pugile finlandese († 1993)
- 1928 - Philip Levine, poeta statunitense († 2015)
- 1928 - Branko Mikulić, politico jugoslavo († 1994)
- 1928 - Maurice Sendak, scrittore e illustratore statunitense († 2012)
- 1928 - William Ayres Ward, egittologo statunitense († 1996)
- 1929 - Renata Bonfanti, artista e designer italiana († 2018)
- 1929 - Piergiorgio Bressani, politico italiano († 2022)
- 1929 - Harald Juhnke, attore, doppiatore e cantante tedesco († 2005)
- 1929 - James McDivitt, astronauta statunitense († 2022)
- 1929 - Grace Mirabella, giornalista statunitense († 2021)
- 1929 - Ettore Paganelli, politico italiano
- 1929 - Valentin Prokopov, pallanuotista sovietico
- 1929 - Giuseppe Tavormina, generale italiano († 2017)
- 1929 - Edward Osborne Wilson, biologo statunitense († 2021)
- 1929 - László Zarándi, velocista ungherese († 2023)
- 1929 - Ljudmila Georgievna Zykina, cantante russa († 2009)
- 1930 - Carlos Carus, calciatore messicano († 1997)
- 1930 - Il'ja Sergeevič Glazunov, pittore russo († 2017)
- 1930 - Dino Musner, dirigente sportivo italiano († 2012)
- 1930 - Gianluigi Porelli, dirigente sportivo italiano († 2009)
- 1930 - Renato Spurio, allenatore di calcio e calciatore italiano († 2015)
- 1931 - Giuseppe Camadini, dirigente d'azienda italiano († 2012)
- 1931 - Gaston Geens, politico belga († 2002)
- 1931 - João Gilberto, cantante e chitarrista brasiliano († 2019)
- 1931 - Giovanni Gramondo, politico italiano († 2004)
- 1932 - Hedley Bull, politologo australiano († 1985)
- 1932 - Marc Fumaroli, storico della letteratura francese († 2020)
- 1932 - Philipp Jenninger, politico tedesco († 2018)
- 1932 - J. Bennett Johnston, politico statunitense († 2025)
- 1932 - Branko Lustig, produttore cinematografico croato († 2019)
- 1932 - Gardner McKay, attore statunitense († 2001)
- 1932 - Catherine Rich, attrice francese († 2021)
- 1933 - Giovanni Casu, musicista italiano († 2024)
- 1933 - Cecilia Fusco, soprano italiano († 2020)
- 1933 - Ansano Giannarelli, regista e sceneggiatore italiano († 2011)
- 1933 - Milena Hübschmannová, linguista e etnografa ceca († 2005)
- 1933 - Antonio Rossi, ex calciatore italiano
- 1934 - Nicolò Bozzo, generale italiano († 2018)
- 1934 - Pepillo, calciatore spagnolo († 2003)
- 1934 - Alois Mock, politico austriaco († 2017)
- 1934 - Franco Moschini, imprenditore italiano († 2025)
- 1935 - Orlando Biagi, calciatore e allenatore di calcio italiano († 2019)
- 1935 - Mario Campagnoli, politico italiano († 2002)
- 1935 - Eduardo Cojuangco Jr., imprenditore e politico filippino († 2020)
- 1935 - Ambrogio Colombo, politico italiano
- 1935 - José Colomer, hockeista su prato spagnolo († 2013)
- 1935 - Vic Elford, pilota automobilistico britannico († 2022)
- 1935 - Elio Fiorucci, stilista e imprenditore italiano († 2015)
- 1935 - Milan Matulović, scacchista serbo († 2013)
- 1935 - Giancarlo Navarrini, rugbista a 15, pittore e fumettista italiano († 2019)
- 1935 - Tim Seely, attore britannico († 2024)
- 1935 - Erwin Stein, calciatore tedesco († 2024)
- 1935 - Yoshihiro Tatsumi, fumettista giapponese († 2015)
- 1935 - Tonino Zorzi, cestista e allenatore di pallacanestro italiano († 2023)
- 1936 - Eugenio Bersellini, calciatore, allenatore di calcio e dirigente sportivo italiano († 2017)
- 1936 - Marcello Caltabiano, generale italiano
- 1936 - Brian Freemantle, scrittore britannico († 2024)
- 1936 - Marion Chesney, scrittrice britannica († 2019)
- 1936 - Thomas Hoepker, fotografo, fotoreporter e direttore della fotografia tedesco († 2024)
- 1936 - Vjačaslaŭ Kebič, politico e ingegnere sovietico († 2020)
- 1937 - Richard Foreman, drammaturgo e regista teatrale statunitense († 2025)
- 1937 - Maria Giovannini, attrice, modella e conduttrice televisiva italiana
- 1937 - Susan Howe, poetessa, critica letteraria e saggista statunitense
- 1937 - Delfina Lozano, ex cestista messicana
- 1937 - Luciana Paluzzi, attrice italiana
- 1937 - Tullio Pironti, editore e pugile italiano († 2021)
- 1937 - Emiliano Rodríguez, ex cestista spagnolo
- 1937 - Vilmos Varjú, pesista ungherese († 1994)
- 1938 - Justo Bonetto, cestista italiano († 2019)
- 1938 - Phil Edwards, surfista statunitense
- 1938 - Rob Krier, architetto, urbanista e scultore lussemburghese († 2023)
- 1938 - Joe McBride, calciatore scozzese († 2012)
- 1938 - Ulf J. Söhmisch, attore e doppiatore tedesco († 2016)
- 1938 - Violetta Villas, cantante polacca († 2011)
- 1939 - Chuck Ferries, sciatore alpino, allenatore di sci alpino e dirigente sportivo statunitense († 2025)
- 1939 - Alexandra Stewart, attrice canadese
- 1940 - Jim Alder, ex maratoneta britannico
- 1940 - Michael Coleman, ballerino britannico
- 1940 - Franco Godi, musicista, compositore e direttore d'orchestra italiano
- 1940 - Antonio Monestiroli, architetto italiano († 2019)
- 1940 - Peter Ryan, pilota automobilistico canadese († 1962)
- 1940 - Annemarie Zimmermann, ex canoista tedesca
- 1941 - José Antonio Ardanza, politico spagnolo († 2024)
- 1941 - Graciela Borges, attrice e conduttrice radiofonica argentina
- 1941 - Francesco Brunetti, scultore italiano († 1995)
- 1941 - Tommaso Galli, pugile italiano († 2024)
- 1941 - Alicja Grześkowiak, politica polacca
- 1941 - Mickey Jones, attore e musicista statunitense († 2018)
- 1941 - Tetsu Kariya, fumettista e saggista giapponese
- 1941 - Enrique Liporace, attore argentino († 2024)
- 1941 - Vincenzo Monti, fumettista italiano († 2002)
- 1941 - Jürgen Piepenburg, allenatore di calcio e calciatore tedesco († 2025)
- 1941 - Jürgen Prochnow, attore tedesco
- 1941 - Dave Walker, pilota automobilistico australiano († 2024)
- 1942 - Willy Allemann, calciatore svizzero († 2009)
- 1942 - Antonio Lia, politico italiano
- 1942 - Nishihira Kosei, maestro di karate giapponese († 2007)
- 1942 - Giuliano Silvestri, politico italiano († 2020)
- 1943 - Luigi Baruffi, politico italiano
- 1943 - Dick Howard, giornalista e ex calciatore inglese
- 1943 - Sabato Malinconico, magistrato italiano
- 1943 - Jon McGlocklin, ex cestista statunitense
- 1943 - Bruno Pace, calciatore e allenatore di calcio italiano († 2018)
- 1943 - Luigi Roncaglia, ex pistard e ciclista su strada italiano
- 1943 - Henk Wery, ex calciatore olandese
- 1943 - Tommy Woods, ex cestista statunitense
- 1943 - Vittorio Zanetti, calciatore e allenatore di calcio italiano († 2019)
- 1944 - Lucio Boccaletto, ex rugbista a 15, allenatore di rugby a 15 e dirigente sportivo italiano
- 1944 - Alberto Gómez, calciatore uruguaiano († 2020)
- 1944 - Gian Paolo Mele, direttore di coro, compositore e etnomusicologo italiano († 2018)
- 1944 - Sergio Pecorelli, medico italiano
- 1945 - Tommy Baldwin, calciatore inglese († 2024)
- 1945 - Bruno Cotte, magistrato francese
- 1945 - Sandy Davie, allenatore di calcio e ex calciatore scozzese
- 1945 - Miralem Fazlić, calciatore jugoslavo
- 1945 - Claudio Lo Jacono, storico, islamista e arabista italiano
- 1945 - Pål Sæthrang, calciatore norvegese († 2004)
- 1946 - Denis Amar, regista francese
- 1946 - Riccardo Francovich, archeologo e medievista italiano († 2007)
- 1946 - Chantal Goya, cantante e attrice francese
- 1946 - Francisco Sosa Wagner, politico spagnolo
- 1947 - Nicole Bricq, politica francese († 2017)
- 1947 - Randy Edelman, compositore statunitense
- 1947 - Randee Heller, attrice statunitense
- 1947 - Hitoshi Igarashi, traduttore e islamista giapponese († 1991)
- 1947 - Duško Kondor, docente e attivista bosniaco († 2007)
- 1947 - Diego Marconi, filosofo italiano
- 1947 - Stefano Marcucci, compositore e regista italiano
- 1947 - Julia Pou, politica uruguaiana
- 1948 - William L. Ball, politico statunitense
- 1948 - Ángel Royo Valencia, ex calciatore spagnolo
- 1948 - Ivo Šušak, allenatore di calcio croato
- 1949 - Helmut Bellingrodt, ex tiratore a segno colombiano
- 1949 - Raffaele Bonanni, sindacalista e politico italiano
- 1949 - Jan Brokken, scrittore e giornalista olandese
- 1949 - Paolo Cacciari, politico italiano
- 1949 - Kevin Corcoran, attore e produttore cinematografico statunitense († 2015)
- 1949 - Frankie Faison, attore statunitense
- 1949 - Daniele Formica, attore, doppiatore e regista teatrale italiano († 2011)
- 1949 - Richard Erik Hill, astronomo statunitense
- 1949 - Felice Iossa, politico italiano
- 1949 - John Sentamu, arcivescovo anglicano ugandese
- 1949 - Atsushi Somatomo, ex cestista giapponese
- 1950 - Bernard Bonnejean, scrittore francese
- 1950 - Lawrence Borg, ex calciatore maltese
- 1950 - Juan Domecq, ex cestista cubano
- 1950 - Francesco Fiorentino, critico letterario e scrittore italiano
- 1950 - John Gianelli, ex cestista statunitense
- 1950 - Anna Jantar, cantante polacca († 1980)
- 1950 - Marcel Khalife, compositore e cantante libanese
- 1950 - Duncan McKenzie, ex calciatore inglese
- 1950 - Laurent Petitgirard, compositore e direttore d'orchestra francese
- 1951 - Ben Clyde, ex cestista statunitense
- 1951 - Arecio Colmán, ex calciatore paraguaiano
- 1951 - Claude Dauphin, imprenditore francese († 2015)
- 1951 - Gottfried Döhn, ex canottiere tedesco
- 1951 - Dan Fouts, ex giocatore di football americano statunitense
- 1951 - Tom Fowler, bassista statunitense († 2024)
- 1951 - Alicia Giménez Bartlett, scrittrice spagnola
- 1951 - Lesley Mackie, attrice e cantante inglese
- 1951 - Isaac Amani Massawe, arcivescovo cattolico tanzaniano
- 1951 - Tony Mundine, ex pugile australiano
- 1951 - Hans Olsson, politico svedese
- 1951 - Burglinde Pollak, ex multiplista tedesca orientale
- 1951 - Jos Schipper, ex ciclista su strada olandese
- 1951 - Gom van Strien, politico olandese
- 1952 - Kage Baker, autrice di fantascienza statunitense († 2010)
- 1952 - Janko Bratanov, ex velocista e ostacolista bulgaro
- 1952 - Paul Calderón, attore portoricano
- 1952 - Bob Crowley, scenografo e costumista irlandese
- 1952 - Antonio Di Bisceglie, politico italiano
- 1952 - Ivan Jurkovič, arcivescovo cattolico e diplomatico sloveno
- 1952 - António Oliveira, allenatore di calcio e ex calciatore portoghese
- 1952 - Sergio Ortone, compositore, chitarrista e cantante italiano
- 1952 - Guzal' Sitdykova, politica e scrittrice russa
- 1952 - David Riondino, cantautore, attore e regista italiano
- 1953 - John Edwards, ex politico statunitense
- 1953 - Garry Hynes, regista teatrale irlandese
- 1953 - Kazuyoshi Ishii, karateka e maestro di karate giapponese
- 1953 - Deon Joubert, ex tennista sudafricano
- 1953 - Don Maitz, disegnatore statunitense
- 1953 - Andrés Trapiello, scrittore spagnolo
- 1953 - Paul Vallas, politico e docente statunitense
- 1954 - Marco Balbi, doppiatore, dialoghista e attore teatrale italiano
- 1954 - Mariano Borgognoni, teologo e politico italiano
- 1954 - Marco Campioli, scacchista e compositore di scacchi italiano († 2021)
- 1954 - Luciano Delbianco, politico e economista croato († 2014)
- 1954 - T. Harv Eker, scrittore e imprenditore canadese
- 1954 - Ziad Fazah, linguista e insegnante libanese
- 1954 - Nello Formisano, politico italiano
- 1954 - Ute Frevert, storica tedesca
- 1954 - Rich Hall, comico, attore e autore televisivo statunitense
- 1954 - Stefano Ranuzzi, cestista e allenatore di pallacanestro italiano († 2016)
- 1954 - Roxanne Seeman, compositrice, paroliera e produttrice discografica statunitense
- 1955 - Dorji Wangmo Wangchuck, scrittrice bhutanese
- 1955 - Stano Kropilák, cestista cecoslovacco († 2022)
- 1955 - Arsenije Pešić, ex cestista jugoslavo
- 1955 - Annette Schavan, politica tedesca
- 1955 - Ruggero Sintoni, produttore teatrale e produttore cinematografico italiano
- 1955 - Francesco Stagno d'Alcontres, politico italiano
- 1955 - Andrew Stevens, produttore cinematografico, regista e attore statunitense
- 1956 - Laimutė Baikauskaitė, ex mezzofondista lituana
- 1956 - Valter Biella, musicista italiano
- 1956 - Mickey Curry, batterista statunitense
- 1956 - Luigi Dei, chimico e divulgatore scientifico italiano
- 1956 - Andrea Frailis, giornalista e politico italiano
- 1956 - Thierry Metz, poeta francese († 1997)
- 1956 - Rolandas Paksas, politico lituano
- 1956 - Jay Sekulow, avvocato e personaggio televisivo statunitense
- 1956 - Estevam Soares, allenatore di calcio e ex calciatore brasiliano
- 1956 - Billy Taylor, ex sciatore alpino statunitense
- 1957 - Peter Barnes, allenatore di calcio e ex calciatore inglese
- 1957 - Andrej Bukin, ex danzatore su ghiaccio sovietico
- 1957 - Robert Clohessy, attore statunitense
- 1957 - Paul Dawkins, cestista statunitense († 2019)
- 1957 - Nigel Doughty, imprenditore inglese († 2012)
- 1957 - Lindsay Hoyle, politico britannico
- 1957 - Gaetano Manzi, ex calciatore e allenatore di calcio italiano
- 1957 - Ernesto Talvi, economista e politico uruguaiano
- 1957 - Gediminas Vagnorius, politico lituano
- 1958 - Salah Assad, ex calciatore algerino
- 1958 - Enzo Colombini, politico sammarinese
- 1958 - Peter Elter, ex tennista tedesco
- 1958 - Steve Lingenfelter, ex cestista statunitense
- 1958 - Iris Peynado, attrice dominicana
- 1958 - Yu Suzuki, autore di videogiochi e imprenditore giapponese
- 1958 - Attilio Tesser, allenatore di calcio e ex calciatore italiano
- 1958 - Sergej Ursuljak, regista russo
- 1958 - Barry Wellings, ex calciatore inglese
- 1959 - Carlo Ancelotti, allenatore di calcio e ex calciatore italiano
- 1959 - Víctor Cámara, attore, conduttore televisivo e ex modello venezuelano
- 1959 - Jadranko Prlić, politico e criminale di guerra croato
- 1959 - Ange Santini, politico francese
- 1959 - Eliot Spitzer, avvocato e politico statunitense
- 1959 - Elston Turner, ex cestista e allenatore di pallacanestro statunitense
- 1959 - Timothy Van Patten, attore e regista statunitense
- 1959 - Jay Vincent, ex cestista statunitense
- 1959 - Billy Whitehurst, ex calciatore inglese
- 1960 - Alessio Faustini, ex maratoneta e mezzofondista italiano
- 1960 - Anthony Hancock, ex giocatore di football americano statunitense
- 1960 - Thomas F. Madden, storico e saggista statunitense
- 1960 - Scott McCloud, fumettista statunitense
- 1960 - Lorella Pescerelli, cantante italiana
- 1960 - Lee Smith, montatore australiano
- 1960 - Mark-Anthony Turnage, compositore britannico
- 1960 - Miroslav Zajonc, ex slittinista cecoslovacco
- 1961 - Henning von Berg, ingegnere e fotografo tedesco
- 1961 - Rodrigo Chaves Robles, politico e economista costaricano
- 1961 - Manny Coto, sceneggiatore, regista e produttore televisivo statunitense († 2023)
- 1961 - Angelo Antonio D'Agostino, politico, imprenditore e dirigente sportivo italiano
- 1961 - Kelley Deal, chitarrista e cantante statunitense
- 1961 - Kim Deal, musicista statunitense
- 1961 - Raffaella Lebboroni, attrice italiana
- 1961 - Juan Fernando López Aguilar, politico spagnolo
- 1961 - Maxi Priest, cantautore britannico
- 1961 - Giuseppe Savastano, carabiniere italiano († 1982)
- 1961 - David Arthur Waller, vescovo cattolico britannico
- 1962 - Fortune Charumbira, politico zimbabwese
- 1962 - Gina Gershon, attrice statunitense
- 1962 - Carolyn Hennesy, attrice e scrittrice statunitense
- 1962 - Demo Mura, attore e conduttore televisivo italiano
- 1962 - Brigitte Oertli, ex sciatrice alpina svizzera
- 1962 - Ralf Schumann, tiratore a segno tedesco
- 1962 - José Serrizuela, ex calciatore argentino
- 1962 - Brent Sutter, allenatore di hockey su ghiaccio, dirigente sportivo e ex hockeista su ghiaccio canadese
- 1962 - Masashi Tanaka, fumettista giapponese
- 1963 - Fabio Andriola, giornalista, saggista e autore televisivo italiano
- 1963 - Carlo Bomans, ex ciclista su strada belga
- 1963 - Vital Borkelmans, allenatore di calcio e ex calciatore belga
- 1963 - Petra De Sutter, ginecologa e politica belga
- 1963 - Nadia Hasnaoui, conduttrice televisiva marocchina
- 1963 - Brad Henry, politico statunitense
- 1963 - Lynn Jenkins, politica statunitense
- 1963 - Kent Larsson, ex pesista svedese
- 1963 - Ann Millikan, compositrice statunitense
- 1963 - René Novotný, ex pattinatore artistico su ghiaccio cecoslovacco
- 1963 - Jeanne Tripplehorn, attrice, conduttrice televisiva e conduttrice radiofonica statunitense
- 1963 - Tony Ward, supermodello, attore e fotografo statunitense
- 1964 - Angel Červenkov, allenatore di calcio e ex calciatore bulgaro
- 1964 - Jimmy Chamberlin, batterista statunitense
- 1964 - Ben Daniels, attore inglese
- 1964 - Kate Flannery, attrice statunitense
- 1964 - Angelo Gregucci, allenatore di calcio e ex calciatore italiano
- 1964 - Stuart McCall, allenatore di calcio e ex calciatore scozzese
- 1964 - Christophe Neff, geografo francese
- 1964 - Andrew Niccol, regista, sceneggiatore e produttore cinematografico neozelandese
- 1964 - Vincent Pérez, attore e regista svizzero
- 1964 - Dick Rude, attore e regista statunitense
- 1964 - Arturo Pablo Ros Murgadas, vescovo cattolico spagnolo
- 1964 - Roberta Termali, conduttrice televisiva italiana
- 1964 - Gary Wallis, batterista e percussionista britannico
- 1965 - Phil Barber, ex calciatore inglese
- 1965 - Luigi Bertocchi, ostacolista italiano († 2017)
- 1965 - Anne-Valérie Bonnel, copilota di rally francese
- 1965 - Veronica Ferres, attrice tedesca
- 1965 - Bruce Flatt, imprenditore canadese
- 1965 - Elizabeth Hurley, attrice, supermodella e produttrice cinematografica britannica
- 1965 - Felice Mancini, allenatore di calcio e ex calciatore italiano
- 1965 - Claudio Mezzadri, ex tennista e telecronista sportivo svizzero
- 1965 - Janez Pate, ex calciatore sloveno
- 1965 - Joey Santiago, musicista filippino
- 1965 - Rosa Teruzzi, giornalista, scrittrice e conduttrice televisiva italiana
- 1966 - Domiziano Arcangeli, attore, modello e produttore cinematografico italiano († 2020)
- 1966 - Tosca D'Aquino, attrice, comica e conduttrice televisiva italiana
- 1966 - Ilaria Dallatana, dirigente d'azienda e imprenditrice italiana
- 1966 - Fabiano Soares Pessoa, allenatore di calcio e ex calciatore brasiliano
- 1966 - Doug McKeon, attore, regista e sceneggiatore statunitense
- 1966 - Thomas Ott, fumettista svizzero
- 1966 - David Platt, ex calciatore e allenatore di calcio inglese
- 1966 - Papa Ricky, cantante italiano
- 1967 - Pavel Badea, ex calciatore rumeno
- 1967 - Ferdy Doernberg, tastierista britannico
- 1967 - Heimir Hallgrímsson, allenatore di calcio e ex calciatore islandese
- 1967 - Charnett Moffett, musicista e compositore statunitense († 2022)
- 1967 - Kazimir Vulić, allenatore di calcio e ex calciatore croato
- 1967 - Katja Weitzenböck, attrice austriaca
- 1967 - Dorothea Weltecke, storica tedesca
- 1968 - Percy Avock, allenatore di calcio vanuatuano
- 1968 - Andrea Baldini, velista italiano
- 1968 - Bill Burr, comico e attore statunitense
- 1968 - Nobutoshi Canna, attore, doppiatore e cantante giapponese
- 1968 - Denilson Costa, ex calciatore brasiliano
- 1968 - The D.O.C., rapper statunitense
- 1968 - Giampaolo Di Lorenzo, ex cestista e allenatore di pallacanestro italiano
- 1968 - Mike Dopud, attore, stuntman e giocatore di football americano canadese
- 1968 - Samia Ghali, politica francese
- 1968 - Renato Negri, organista italiano
- 1968 - George Nolfi, sceneggiatore, regista e produttore cinematografico statunitense
- 1968 - Boris Rehlinger, attore e doppiatore francese
- 1968 - Jimmy Shea, ex skeletonista statunitense
- 1969 - Stein Berg Johansen, allenatore di calcio e ex calciatore norvegese
- 1969 - Andrés Gabriel Ferrada Moreira, arcivescovo cattolico cileno
- 1969 - Erin Hartwell, ex pistard statunitense
- 1969 - Susanna Huckstep, ex modella e showgirl italiana
- 1969 - Ronny Johnsen, allenatore di calcio e ex calciatore norvegese
- 1969 - Fabio Morrone, ex cestista italiano
- 1969 - Cosmin Olăroiu, allenatore di calcio e ex calciatore romeno
- 1969 - Luca Pernici, compositore, musicista e produttore discografico italiano
- 1969 - Alberto Ponticelli, fumettista italiano
- 1969 - Gina Prince-Bythewood, regista, sceneggiatrice e produttrice cinematografica statunitense
- 1969 - Kasim Reed, politico e avvocato statunitense
- 1969 - Alberto Rossini, ex cestista, allenatore di pallacanestro e dirigente sportivo italiano
- 1969 - Veronika Varga, attrice ungherese († 2023)
- 1970 - Cristian Brandi, allenatore di tennis e ex tennista italiano
- 1970 - Chris Coleman, allenatore di calcio e ex calciatore gallese
- 1970 - Ol'ga Danilova, ex fondista russa
- 1970 - Mike Doughty, cantautore e musicista statunitense
- 1970 - Katsuhiro Harada, autore di videogiochi giapponese
- 1970 - André Hofschneider, allenatore di calcio e ex calciatore tedesco
- 1970 - Veli-Pekka Hård, ex hockeista su ghiaccio finlandese
- 1970 - Woody Jackson, compositore, produttore discografico e musicista statunitense
- 1970 - Loredana, cantante e personaggio televisivo rumena
- 1970 - Andrea Pignataro, imprenditore italiano
- 1970 - Suheil al-Hassan, generale siriano
- 1971 - Giusto Catania, politico italiano
- 1971 - Leanza Cornett, modella, conduttrice televisiva e attrice statunitense († 2020)
- 1971 - Nathan Cox, regista statunitense
- 1971 - Yanga R. Fernández, astronomo statunitense
- 1971 - Stuart Hazeldine, regista e sceneggiatore britannico
- 1971 - Manuela Heubi, ex sciatrice alpina svizzera
- 1971 - Bobby Jindal, politico statunitense
- 1971 - Sean Allan Krill, attore statunitense
- 1971 - Tadashi Nakamura, ex calciatore giapponese
- 1971 - Bruno N'Gotty, allenatore di calcio e ex calciatore francese
- 1971 - Erik Rutan, cantante, chitarrista e produttore discografico statunitense
- 1971 - Soraya Sáenz de Santamaría, giurista, avvocato e politica spagnola
- 1971 - Nobutaka Tanaka, ex calciatore giapponese
- 1971 - Fabian Valtolina, allenatore di calcio e ex calciatore italiano
- 1971 - Paolo Ziliani, ex calciatore italiano
- 1972 - Angella Ahn, violinista e modella sudcoreana
- 1972 - Denis Amici, politico sammarinese
- 1972 - Matthew Breeze, ex arbitro di calcio australiano
- 1972 - Sebastián Ginóbili, allenatore di pallacanestro e ex cestista argentino
- 1972 - Uvis Helmanis, allenatore di pallacanestro e ex cestista lettone
- 1972 - Dirk Hillbrecht, politico tedesco
- 1972 - Sundar Pichai, dirigente d'azienda indiano
- 1972 - Mattia Torre, sceneggiatore, commediografo e regista italiano († 2019)
- 1972 - Paolo Valore, filosofo italiano
- 1972 - Renata Vasconcellos, giornalista e conduttrice televisiva brasiliana
- 1972 - Francisco Aníbio da Silva Costa, ex giocatore di calcio a 5 brasiliano
- 1972 - Radmila Šekerinska, politica macedone
- 1973 - Andrea Bernini, allenatore di calcio e ex calciatore italiano
- 1973 - Stipe Bralić, allenatore di pallacanestro croato
- 1973 - Luigi Da Corte, ex hockeista su ghiaccio italiano
- 1973 - Faith Evans, cantautrice e attrice statunitense
- 1973 - Flesh-n-Bone, rapper statunitense
- 1973 - Nando Irene, attore italiano
- 1973 - Damian Kallabis, ex siepista tedesco
- 1973 - Jesper Sørensen, allenatore di calcio e ex calciatore danese
- 1973 - Jonathan Vaughters, dirigente sportivo e ex ciclista su strada statunitense
- 1973 - Natalia Vía-Dufresne, velista spagnola
- 1973 - Chris Wyatt, rugbista a 15 gallese
- 1974 - Satoru Asari, ex calciatore giapponese
- 1974 - Dustin Lance Black, sceneggiatore, regista e produttore televisivo statunitense
- 1974 - Simon Elliott, allenatore di calcio e ex calciatore neozelandese
- 1974 - David Navas, ex ciclista su strada spagnolo
- 1974 - Massimiliano Palinuro, vescovo cattolico e missionario italiano
- 1974 - Costantino Vitagliano, personaggio televisivo e attore italiano
- 1975 - Nicole Bilderback, attrice statunitense
- 1975 - Altiyan Childs, cantante australiano
- 1975 - Domenico De Simone, allenatore di calcio e ex calciatore italiano
- 1975 - Darren Eadie, ex calciatore e allenatore di calcio inglese
- 1975 - Roberto Gabini, ex cestista argentino
- 1975 - Kerry Getz, skater statunitense
- 1975 - Isaac Hayes III, produttore discografico e doppiatore statunitense
- 1975 - Risto Jussilainen, ex saltatore con gli sci finlandese
- 1975 - Michele Lastella, attore e regista italiano
- 1975 - Maryna Lazebna, politica e funzionaria ucraina
- 1975 - Alexandre Massura, ex nuotatore brasiliano
- 1975 - Henrik Pedersen, ex calciatore danese
- 1975 - Marcelo Torres, giornalista brasiliano
- 1976 - Orlin Anastasov, basso bulgaro
- 1976 - Michel Brown, attore e cantante argentino
- 1976 - Stefan Postma, allenatore di calcio e ex calciatore olandese
- 1976 - Hadi Saei, taekwondoka e politico iraniano
- 1976 - Jeremy Saulnier, regista, sceneggiatore e direttore della fotografia statunitense
- 1976 - Mariana Seoane, attrice e cantante messicana
- 1977 - Nergal, cantautore, polistrumentista e compositore polacco
- 1977 - Stephanie Eim, schermitrice statunitense
- 1977 - Takako Matsu, cantante e attrice giapponese
- 1977 - Viktar Hančarėnka, allenatore di calcio e ex calciatore bielorusso
- 1977 - Christian Johnsen, allenatore di calcio e ex calciatore norvegese
- 1977 - Benjamin Millepied, ballerino, coreografo e regista francese
- 1977 - Mingo, ex calciatore spagnolo
- 1977 - Martin Vyskoč, ex calciatore slovacco
- 1978 - David Chilia, allenatore di calcio e ex calciatore vanuatuano
- 1978 - Ferdinando Coppola, allenatore di calcio e ex calciatore italiano
- 1978 - Pierre Halut, schermidore belga
- 1978 - Jukka Leino, allenatore di sci alpino e ex sciatore alpino finlandese
- 1978 - Scott Neal, attore britannico
- 1978 - DJ Qualls, attore e produttore cinematografico statunitense
- 1978 - Rima Valentienė, ex cestista lituana
- 1978 - Brian West, ex calciatore statunitense
- 1978 - Shane West, attore statunitense
- 1978 - Marko Zaror, artista marziale e attore cileno
- 1979 - Assi Azar, conduttore televisivo e comico israeliano
- 1979 - Lee Brice, cantautore statunitense
- 1979 - Murat Hacıoğlu, ex calciatore turco
- 1979 - Kōnstantinos Loumpoutīs, ex calciatore greco
- 1979 - Iván Raña, triatleta spagnolo
- 1979 - Stjepan Skočibušić, ex calciatore croato
- 1979 - Nadia Toffa, conduttrice televisiva e giornalista italiana († 2019)
- 1979 - Jake Tsakalidīs, ex cestista georgiano
- 1979 - Bernardo Vasconcelos, ex calciatore portoghese
- 1979 - Svetlana Jur'evna Zacharova, ballerina russa
- 1980 - Benji Davies, illustratore britannico
- 1980 - Jessica DiCicco, attrice e doppiatrice statunitense
- 1980 - Courtney Eldridge, ex cestista statunitense
- 1980 - Justin Eveson, cestista australiano
- 1980 - Jovanka Houska, scacchista britannica
- 1980 - Juan Francisco Martínez Modesto, ex calciatore spagnolo
- 1980 - Marco Marzano, dirigente sportivo e ex ciclista su strada italiano
- 1980 - Matuzalém, allenatore di calcio e ex calciatore brasiliano
- 1980 - Bambang Pamungkas, ex calciatore indonesiano
- 1980 - Loris Reina, ex calciatore francese
- 1980 - Daniele Seccarecci, culturista italiano († 2013)
- 1980 - Malin Svahnström, ex nuotatrice svedese
- 1980 - Wang Yuegu, tennistavolista singaporiana
- 1980 - Marte Wulff, cantante norvegese
- 1980 - Abhishek Yadav, ex calciatore indiano
- 1980 - Azizon Abdul Kadir, calciatore malese
- 1981 - Jonathan Bennett, attore statunitense
- 1981 - Hannah Blilie, batterista statunitense
- 1981 - James Coppinger, ex calciatore inglese
- 1981 - Lea Dabič, ex sciatrice alpina slovena
- 1981 - Alejandro Damián Domínguez, ex calciatore argentino
- 1981 - Álvaro José Domínguez, ex calciatore colombiano
- 1981 - Andrej Epišin, ex velocista russo
- 1981 - Ewerthon, ex calciatore brasiliano
- 1981 - Bruno Pais, triatleta portoghese
- 1981 - William Frischkorn, ex ciclista su strada, ciclocrossista e pistard statunitense
- 1981 - Dragan Gošić, ex calciatore serbo
- 1981 - Hoku, cantante statunitense
- 1981 - Sinan Kaloğlu, allenatore di calcio e ex calciatore turco
- 1981 - Eric Obinna, ex calciatore nigeriano
- 1981 - Javier Arnaldo Portillo, ex calciatore honduregno
- 1981 - Aljaksej Sučkoŭ, ex calciatore bielorusso
- 1981 - Sally Walton, ex hockeista su prato britannica
- 1981 - Nicky Whelan, attrice, modella e conduttrice televisiva australiana
- 1981 - John White, attore e produttore cinematografico canadese
- 1981 - Yang Jun, calciatore cinese
- 1981 - Hashim bin al-Husayn, principe giordano
- 1982 - Etienne Barbara, ex calciatore maltese
- 1982 - Rachid Ben Ali, lottatore francese
- 1982 - Massimo Bonanni, allenatore di calcio e ex calciatore italiano
- 1982 - Issa Doumbia, attore e personaggio televisivo francese
- 1982 - Steve Guerdat, cavaliere svizzero
- 1982 - Tara Lipinski, ex pattinatrice artistica su ghiaccio e attrice statunitense
- 1982 - Jonathan Moore, ex cestista statunitense
- 1982 - Laleh Pourkarim, cantautrice e attrice svedese
- 1982 - Elyse Sewell, modella statunitense
- 1982 - Maddalena di Svezia, principessa svedese
- 1982 - Sami Tajeddine, ex calciatore marocchino
- 1982 - Artur Tlisov, ex calciatore russo
- 1982 - Lamine Traoré, ex calciatore burkinabé
- 1983 - Nick Adams, attore, cantante e ballerino statunitense
- 1983 - Chase Blackburn, giocatore di football americano statunitense
- 1983 - Pedro Cunha, giocatore di beach volley brasiliano
- 1983 - Matt Fradd, scrittore australiano
- 1983 - Walt Harris, artista marziale misto statunitense
- 1983 - Kees Kwakman, ex calciatore olandese
- 1983 - Ekaterina Lobaznjuk, ex ginnasta russa
- 1983 - Nélson Marcos, ex calciatore capoverdiano
- 1983 - José Martínez Cervera, ex calciatore spagnolo
- 1983 - Leelee Sobieski, attrice statunitense
- 1983 - Niccolò Squarcina, ex cestista italiano
- 1983 - Polina Stručkova, pentatleta russa
- 1983 - Cam Weaver, ex calciatore statunitense
- 1983 - Kyle Williams, ex giocatore di football americano statunitense
- 1983 - Federico Zanandrea, doppiatore, direttore del doppiaggio e attore italiano
- 1983 - Thomas Zangerl, sciatore freestyle austriaco
- 1983 - Steve von Bergen, dirigente sportivo e ex calciatore svizzero
- 1984 - Khader Yousef Abu Hammad, calciatore palestinese
- 1984 - Amir Amini, ex cestista iraniano
- 1984 - Nicky Bailey, ex calciatore inglese
- 1984 - Tim Blue, cestista statunitense
- 1984 - Brian Callahan, allenatore di football americano statunitense
- 1984 - Michael Guevara, calciatore peruviano
- 1984 - Antimo Iunco, allenatore di calcio e ex calciatore italiano
- 1984 - Oliver Korn, hockeista su prato tedesco
- 1984 - Dean Leacock, ex calciatore inglese
- 1984 - Jassim Mohammed, calciatore iracheno
- 1984 - Elisa Muri, ex pallavolista italiana
- 1984 - Anthoula Mylonaki, pallanuotista greca
- 1984 - Ivan Radenović, ex cestista serbo
- 1984 - Dirk Van Tichelt, judoka belga
- 1984 - Nikolaj Čub, cosmonauta russo
- 1985 - Ali Bagautinov, artista marziale misto russo
- 1985 - Miloš Bogunović, ex calciatore serbo
- 1985 - John Daly, skeletonista statunitense
- 1985 - Gert Dorbek, ex cestista estone
- 1985 - Fatmata Fofanah, ex ostacolista guineana
- 1985 - Kaia Kanepi, tennista estone
- 1985 - Andrew Lees, attore australiano
- 1985 - Phenyo Mongala, calciatore botswano
- 1985 - Rok Perko, ex sciatore alpino sloveno
- 1985 - Daniel Sáez, pilota motociclistico spagnolo
- 1985 - Andy Schleck, ex ciclista su strada lussemburghese
- 1985 - Vasilīs Torosidīs, dirigente sportivo e ex calciatore greco
- 1985 - Kreesha Turner, cantante canadese
- 1986 - Marco Andreolli, ex calciatore italiano
- 1986 - Tímea Czank, cestista ungherese
- 1986 - Zara Dampney, giocatrice di beach volley inglese
- 1986 - Kyle Goldcamp, ex cestista e allenatore di pallacanestro statunitense
- 1986 - Nitzan Hanochi, ex cestista e allenatore di pallacanestro israeliano
- 1986 - Hajime Hosogai, ex calciatore giapponese
- 1986 - Justice, ex calciatore equatoguineano
- 1986 - Francisco Ortiz, attore spagnolo
- 1986 - Jan Pahor, ex calciatore sloveno
- 1986 - Mercy Wanjiku, siepista keniota
- 1986 - Joey Zimmerman, attore statunitense
- 1987 - Amobi Okoye, giocatore di football americano nigeriano
- 1987 - Alexandre Camarasa, ex pallanuotista francese
- 1987 - Andrian Cașcaval, ex calciatore moldavo
- 1987 - Jeremy Chappell, cestista statunitense
- 1987 - Martin Harnik, calciatore tedesco
- 1987 - He Chong, tuffatore cinese
- 1987 - Dotter, cantautrice svedese
- 1987 - Mantas Kuklys, calciatore lituano
- 1987 - Polina Kuznecova, ex pallamanista russa
- 1987 - Martin Le Pellec, ex cestista francese
- 1987 - Mike Mitchell, giocatore di football americano statunitense
- 1987 - Benjamin Morel, ex calciatore francese
- 1987 - Déborah Ortschitt, pallavolista francese
- 1987 - Fredrik Pettersson, ex hockeista su ghiaccio svedese
- 1987 - Achille Rouga, ex calciatore beninese
- 1987 - Daniel Toth, calciatore austriaco
- 1987 - Martin Wierig, discobolo tedesco
- 1988 - Ahmed Mohammed Al Mahri, calciatore emiratino
- 1988 - Jonatas Belusso, calciatore brasiliano
- 1988 - Jair Eduardo Britto da Silva, ex calciatore brasiliano
- 1988 - Amadea Duraković, pallavolista serba
- 1988 - Nadjim Haroun, calciatore belga
- 1988 - Jack Hermansson, artista marziale misto svedese
- 1988 - João Filipe, ex calciatore brasiliano
- 1988 - Monika Lewczuk, cantante polacca
- 1988 - Rocío Muñoz Morales, attrice, conduttrice televisiva e modella spagnola
- 1988 - Shilton Paul, calciatore indiano
- 1988 - Emily Regan, canottiera statunitense
- 1988 - Gleb Sakharov, tennista francese
- 1988 - Patrick Salomon, ex calciatore austriaco
- 1988 - Jeff Teague, ex cestista statunitense
- 1988 - Jagoš Vuković, ex calciatore serbo
- 1988 - Mauro Zanetti, ex hockeista su ghiaccio svizzero
- 1989 - Bae Hye-yun, cestista sudcoreana
- 1989 - El Fardou Ben Nabouhane, calciatore francese
- 1989 - Aleksandra Bulanova, velocista e mezzofondista russa
- 1989 - Josh Chapman, giocatore di football americano statunitense
- 1989 - Joel Corry, disc jockey e produttore discografico britannico
- 1989 - Pasquale Fazio, ex calciatore italiano
- 1989 - James Henry, calciatore inglese
- 1989 - Jorge Daniel Hernández, ex calciatore messicano
- 1989 - DeAndre Kane, cestista statunitense
- 1989 - Norbert Könyves, calciatore ungherese
- 1989 - Vincent Laurini, calciatore francese
- 1989 - Tshilidzi Nephawe, cestista sudafricano
- 1989 - Alexandra Stan, cantante e compositrice rumena
- 1989 - Krystal Thomas, ex cestista e allenatrice di pallacanestro statunitense
- 1989 - Irene Vecchi, schermitrice italiana
- 1990 - Jessica Barnard, ex siepista e mezzofondista filippina
- 1990 - Jacob Butterfield, calciatore inglese
- 1990 - Jefferson Castillo, calciatore cileno
- 1990 - Jane Chirwa, attrice tedesca
- 1990 - Alain Eizmendi, calciatore spagnolo
- 1990 - Gevorg Karapetyan, ex calciatore armeno
- 1990 - Juryj Kendyš, calciatore bielorusso
- 1990 - Tahmina Kohistani, velocista afghana
- 1990 - Tristin Mays, attrice, cantante e ballerina statunitense
- 1990 - Tomislav Mazalović, calciatore croato
- 1990 - Artūras Žulpa, calciatore lituano
- 1991 - Angelica Armitano, calciatrice italiana
- 1991 - Mahama Awal, calciatore camerunese
- 1991 - Žandos Bižigitov, ex ciclista su strada kazako
- 1991 - Luca Carabetta, politico italiano
- 1991 - Antonio Delamea Mlinar, ex calciatore sloveno
- 1991 - Pol Espargaró, pilota motociclistico spagnolo
- 1991 - Juan Jesus, calciatore brasiliano
- 1991 - Stênio Júnior, calciatore brasiliano
- 1991 - Alexa Scimeca Knierim, pattinatrice artistica su ghiaccio statunitense
- 1991 - Michael Kuonen, bobbista svizzero
- 1991 - Vasyl' Pryjma, ex calciatore ucraino
- 1991 - Krisztián Simon, calciatore ungherese
- 1991 - Hulda Þorsteinsdóttir, astista islandese
- 1991 - Khalif Wyatt, cestista statunitense
- 1992 - Saulius Ambrulevicius, danzatore su ghiaccio lituano
- 1992 - Chiara Ciardiello, cestista italiana
- 1992 - Crystian Souza Carvalho, calciatore brasiliano
- 1992 - Nita Englund, ex saltatrice con gli sci statunitense
- 1992 - Chase Fieler, cestista statunitense
- 1992 - Rosanna Giel, pallavolista cubana
- 1992 - Ivan Goranov, calciatore bulgaro
- 1992 - Anthony Hitchens, giocatore di football americano statunitense
- 1992 - Omar Jagne, ex calciatore gambiano
- 1992 - Luís Martins, calciatore portoghese
- 1992 - Jerry Obiang, calciatore gabonese
- 1992 - María Segura, pallavolista spagnola
- 1992 - Jiří Sekáč, hockeista su ghiaccio ceco
- 1992 - Kate Upton, modella e attrice statunitense
- 1992 - Ryōta Yamagata, velocista giapponese
- 1993 - Vincent Bezecourt, calciatore francese
- 1993 - Isabel Di Tella, schermitrice argentina
- 1993 - Dessislava Eva Dupuy, calciatrice bulgara
- 1993 - Dolores Gallardo, calciatrice spagnola
- 1993 - Mo Hamdaoui, calciatore olandese
- 1993 - Adama Jammeh, velocista gambiano
- 1993 - Ladina Jenny, snowboarder svizzera
- 1993 - Jeoffrey Pagan, giocatore di football americano statunitense
- 1993 - Ariel Massengale, ex cestista statunitense
- 1993 - Scott McLaughlin, pilota automobilistico neozelandese
- 1993 - Brian Montenegro, calciatore paraguaiano
- 1993 - Emil Pálsson, ex calciatore islandese
- 1993 - Ytalo Perea, pugile ecuadoriano
- 1993 - Jonás Ramalho, calciatore spagnolo
- 1993 - Marc Sarreau, ex ciclista su strada francese
- 1993 - Georgi Seganov, pallavolista bulgaro
- 1993 - Shevon Thompson, cestista giamaicano
- 1993 - Bria Vinaite, attrice lituana
- 1994 - Elnur Abduraimov, pugile uzbeko
- 1994 - Camilla Mancini, schermitrice italiana
- 1994 - Thomas Prenn, attore italiano
- 1994 - Deonna Purrazzo, wrestler statunitense
- 1994 - Stephanie Ribeiro, calciatrice statunitense
- 1994 - Philip Roller, calciatore tedesco
- 1994 - Kaylin Squyres, pallavolista statunitense
- 1994 - Tyrone Wallace, cestista statunitense
- 1994 - Yang Jian, tuffatore cinese
- 1995 - Charlotte Bankes, snowboarder britannica
- 1995 - Mohamed Doumouya, calciatore ivoriano
- 1995 - Nicol Foietta, schermitrice italiana
- 1995 - Giuditta Galardi, pallanuotista italiana
- 1995 - Mergim Qarri, calciatore kosovaro
- 1995 - Kristi Qose, calciatore albanese
- 1995 - Colton Ryan, attore statunitense
- 1995 - Jefry Valverde, calciatore costaricano
- 1995 - Nené, calciatore portoghese
- 1996 - Oliver Abildgaard, calciatore danese
- 1996 - Antoine Adelisse, sciatore freestyle francese
- 1996 - Güýçmyrat Annagulyýew, calciatore turkmeno
- 1996 - Yasmin Benoit, attivista, modella e blogger britannica
- 1996 - Julian de la Celle, attore cinematografico statunitense
- 1996 - Benedict Chepeshi, calciatore zambiano
- 1996 - Jan Choinski, tennista britannico
- 1996 - Giovanni De Nicolao, cestista italiano
- 1996 - Eric Granado, pilota motociclistico brasiliano
- 1996 - Kristjan Ilves, combinatista nordico estone
- 1996 - Aleksandar Lazić, cestista bosniaco
- 1996 - Augusto Lotti, calciatore argentino
- 1996 - Stanley Nwabili, calciatore nigeriano
- 1996 - Demir Peco, calciatore bosniaco
- 1996 - Walid Shour, calciatore libanese
- 1997 - Musa Al-Taamari, calciatore giordano
- 1997 - Michail Antipov, scacchista russo
- 1997 - Dorance Armstrong, giocatore di football americano statunitense
- 1997 - Cheung Ka Long, schermidore hongkonghese
- 1997 - Chuca, calciatore spagnolo
- 1997 - Getúlio, calciatore brasiliano
- 1997 - Ryō Ichiriki, goista giapponese
- 1997 - K.J. Osborn, giocatore di football americano statunitense
- 1997 - Jordan Larmour, rugbista a 15 irlandese
- 1997 - Svjatoslav Mychajljuk, cestista ucraino
- 1997 - Onesphore Nzikwinkunda, maratoneta e mezzofondista burundese
- 1997 - Dylan Pereira, pilota automobilistico lussemburghese
- 1997 - Ethan Pitman, tuffatore canadese
- 1997 - Jordan Tell, calciatore francese
- 1997 - Marcos de Lima, calciatore boliviano
- 1998 - Daniels Balodis, calciatore lettone
- 1998 - Giuliano Cerato, calciatore argentino
- 1998 - Denis Ciobotariu, calciatore rumeno
- 1998 - Dennis Geiger, calciatore tedesco
- 1998 - Sam Grewe, atleta paralimpico statunitense
- 1998 - Will Magnay, cestista australiano
- 1998 - Marko Raguž, calciatore austriaco
- 1998 - Balša Sekulić, calciatore montenegrino
- 1998 - Sidy Sow, giocatore di football americano canadese
- 1998 - Nikita Šlejcher, tuffatore russo
- 1999 - Ona Batlle, calciatrice spagnola
- 1999 - Blanche, cantante belga
- 1999 - Matthew Butler, giocatore di football americano statunitense
- 1999 - Justine Clement, ex sciatrice alpina canadese
- 1999 - Yūta Gōke, calciatore giapponese
- 1999 - Minerva Fabienne Hase, pattinatrice artistica su ghiaccio tedesca
- 1999 - Bento Matheus Krepski, calciatore brasiliano
- 1999 - Kennet Lara, calciatore cileno
- 1999 - Rafael Leão, calciatore portoghese
- 1999 - Ma Yexin, tennista cinese
- 1999 - Dimitris Nikolaidis, pallanuotista greco
- 1999 - Gaia Sabbatini, mezzofondista italiana
- 1999 - Amadou Sagna, calciatore senegalese
- 1999 - Kianna Smith, cestista statunitense
- 2000 - Connor Howe, pattinatore di velocità su ghiaccio canadese
- 2000 - Andrej Martjuk, cestista russo
- 2000 - Balša Popović, calciatore montenegrino
- 2000 - Malavath Purna, alpinista indiana
- 2000 - Stipe Radić, calciatore croato
- 2000 - Dylan Ryan, calciatore australiano
- 2000 - Deividas Sirvydis, cestista lituano
- 2000 - Matej Vuk, calciatore croato
- 2000 - JT Woods, giocatore di football americano statunitense

## XXI secolo(38)
- 2001 - Julien Alfred, velocista santaluciana
- 2001 - Tomás Chapero, cestista argentino
- 2001 - Raul Florucz, calciatore austriaco
- 2001 - Rahim Ibrahim, calciatore ghanese
- 2001 - Diamantino Iuna Fafé, lottatore guineense
- 2001 - Beaux Limmer, giocatore di football americano statunitense
- 2001 - Worknesh Mesele, mezzofondista etiope
- 2001 - Nik Prelec, calciatore sloveno
- 2001 - Alexis Sabella, calciatore argentino
- 2001 - Luke Thomas, calciatore inglese
- 2001 - Bruno, calciatore brasiliano
- 2002 - Peter Ambrose, calciatore nigeriano
- 2002 - Thierno Baldé, calciatore francese
- 2002 - Francesco Banini, hockeista su pista italiano
- 2002 - Aaron Hickey, calciatore scozzese
- 2002 - Adrián Kaprálik, calciatore slovacco
- 2002 - Enzo Luna, calciatore argentino
- 2002 - Aleksa Marković, calciatore serbo
- 2002 - Kostjantyn Vivčarenko, calciatore ucraino
- 2003 - Anna Adelusi, pallavolista italiana
- 2003 - Sondre Auklend, calciatore norvegese
- 2003 - Anastasiia Bakhtyreva, nuotatrice artistica russa
- 2003 - Sahmkou Camara, calciatore guineano
- 2003 - Alexia Căruțașu, pallavolista rumena
- 2003 - Kelvin John, calciatore tanzaniano
- 2003 - Simon Koech, siepista keniano
- 2003 - Nadine Laurent, fondista italiana
- 2003 - Nathan Ngoy, calciatore belga
- 2004 - Gayle, cantautrice statunitense
- 2004 - Wouter Goes, calciatore olandese
- 2004 - Georgia Harris, velocista australiana
- 2004 - Kymani Nedd, calciatore olandese
- 2004 - Timothy Ouma, calciatore keniota
- 2004 - Sadibou Sané, calciatore senegalese
- 2005 - Ronny Borja, calciatore ecuadoriano
- 2005 - Collin Murray-Boyles, cestista statunitense
- 2007 - Melani García, cantante spagnola
- 2008 - Helena Zengel, attrice tedesca

## Senza anno specificato(1)
- Miki Aihara, fumettista giapponese